# Anna Kubešková
Anna Kubešková (* 30. října 1989 Praha) je česká curlerka. Je skipem současného českého národního týmu,[kdy?] působí také v pražském klubu CC Sokol Liboc.
Společně se svým týmem se na Mistrovství Evropy v curlingu roku 2013 umístila na 6. místě s poměrem výher ku prohrám 4:5. Měsíc poté hrál tým o kvalifikaci na ZOH 2014 v Olympijském kvalifikačním turnaji. Skončili se zápisem 2:4, který jim nestačil ke kvalifikaci na ZOH 2014 v Soči. Později ve stejné sezóně se účastnili i Mistrovství světa v curlingu žen roku 2014. Roku 2016 hráli na Mistrovství Evropy, kde se umístili na 4. místě a kvalifikovali se tak na Mistrovství světa v curlingu žen roku 2017, kde později skončili se zápisem 5:6.
Roku 2017 se kvalifikovali na Mistrovství světa v curlingu 2018 díky 7. místu z Mistrovství Evropy 2017. Na Mistrovství světa v curlingu 2018 se díky zápisu 6:6 poprvé dostali do playoff, ve kterém první zápas prohráli s Ruskem 3:7. Další sezónu se českému týmu nepodařilo kvalifikovat na Mistrovství světa, až roku 2019 si zajistili účast na Mistrovství světa 2019 v Dánsku díky zápisu 3:6 na Mistrovství Evropy 2019.